# Vilar do Chão
Pour les articles homonymes, voir Vilar Chão.
Vilar do Chão est une ancienne paroisse civile portugaise (en portugais : freguesia) de la municipalité de Vieira do Minho dans le district de Braga. En 2013, elle fusionne avec Anjos pour former Anjos e Vilar do Chão.

## Toponymie
Le toponyme Vilar Chão est mentionné dès le XIe siècle,.
Avant sa disparition, la paroisse civile est officiellement dénommée Vilar Chão tandis que le nom Vilarchão est également parfois utilisé, notamment par la municipalité de Vieira do Minho.

## Histoire
La loi no 11-A/2013 du 28 janvier 2013, portant réorganisation administrative du territoire des freguesias, fusionne Vilar do Chão avec la paroisse voisine d'Anjos pour former l’União das freguesias de Anjos e Vilar do Chão (dont le siège est à Anjos).